# كأس الدوري الياباني 1998
كأس الدوري الياباني 1998 (باليابانية: 1998年のJリーグカップ) هو الموسم 6 من كأس الدوري الياباني. أشرف على تنظيمه دوري الدرجة الأولى الياباني، وكان عدد الأندية المشاركة فيه 20، وفاز فيه جوبيلو إيواتا.